# Jordi Solé i Ferrando
Pour les articles homonymes, voir Solé et Ferrando.
Jordi Solé i Ferrando, né le 26 octobre 1976 à Caldes de Montbui, est un homme politique espagnol. Membre de la Gauche républicaine de Catalogne, il est député européen de 2017 à 2019, et de 2020 à 2024.

## Biographie
Jordi Solé i Ferrando détient une licence en science politique de l'université autonome de Barcelone et en master d'études européennes de l'université européenne Viadrina de Francfort-sur-l’Oder.
Il est candidat aux élections européennes de 2014 sur la liste de Gauche républicaine de Catalogne en troisième position et n'est pas élu. Il intègre le Parlement européen le 3 janvier 2017 à la suite de la démission d'Ernest Maragall. Il retourne siéger au Parlement européen le 23 juin 2020 à la suite de la destitution de Oriol Junqueras Il fait partie du groupe Verts/ALE, et en devient le vice-président en janvier 2022.